# Långtjärnen (Nås socken, Dalarna, 668983-143298)
Långtjärnen är en sjö i Vansbro kommun i Dalarna och ingår i Norrströms huvudavrinningsområde.